# OFC Champions League 2017
La OFC Champions League 2017, chiamata anche 2017 Fiji Airways OFC Champions League per ragioni di sponsorizzazione, è stata la sedicesima edizione della massima competizione calcistica per squadre di club dell'Oceania.
L'Auckland City ha sconfitto il Team Wellington in una finale tutta neozelandese aggiudicandosi il titolo di campione continentale per il settimo anno consecutivo.

## Le squadre
Un totale di 18 squadre provenienti da 11 associazioni OFC hanno partecipato:
- Le sette associazioni con i migliori risultati in OFC Champions League 2015-16 (Figi, Nuova Caledonia, Nuova Zelanda, Papua Nuova Guinea, Isole Salomone, Tahiti e Vanuatu) hanno diritto a due posti nella fase a gironi
- Le ultime quattro associazioni (Samoa Americane, Samoa, Tonga, Isole Cook) hanno diritto a un posto nella fase preliminare

## Fase preliminare
Le quattro squadre si affrontano in un girone all'italiana: le prime due classificate si qualificano per la fase successiva.

### Turno preliminare

#### Classifica
| Squadra        | Pt | PG | V | N | P | GF | GS | DR |
| -------------- | -- | -- | - | - | - | -- | -- | -- |
| Puaikura       | 9  | 3  | 3 | 0 | 0 | 9  | 2  | +7 |
| Lupe ole Soaga | 4  | 3  | 1 | 1 | 1 | 6  | 6  | 0  |
| Veitongo       | 4  | 3  | 1 | 1 | 1 | 4  | 6  | -2 |
| Utulei Youth   | 0  | 3  | 0 | 0 | 3 | 5  | 10 | -5 |

#### Risultati
| Arbitro: | Joel Hopkken |

|                                          |           |                                                |
| Bourne 12’ (rig.) Kerewi 40’, 68’ (rig.) | Marcatori | 19’ (rig.) Ataga 35’, 51’ (rig.) Toni 41’ Malo |

| Arbitro: | Médéric Lacour |

|  |           |                                                |
|  | Marcatori | 19’ Bonsu-Maro 25’, 90’ Rhodes 56’ (aut.) Feao |

| Arbitro: | George Time |

|                              |           |           |
| Carpenter 29’ Bonsu-Maro 31’ | Marcatori | 75’ Ataga |

| Arbitro: | David Yareboinen |

|                                      |           |            |
| Uele 13’ Falepapalangi 50’ Moala 90’ | Marcatori | 30’ Bourne |

| Arbitro: | David Yareboinen |

|                                   |           |             |
| Edwards 45+1’, 55’ Bonsu-Maro 90’ | Marcatori | 82’ Faatonu |

| Arbitro: | Médéric Lacour |

|           |           |           |
| Ataga 66’ | Marcatori | 87’ Moala |

## Fase a gruppi
La fase a gruppi si è giocata dal 25 febbraio al 3 marzo 2017 in Nuova Caledonia. 

### Gruppo A
| Squadra        | Pt | PG | V | N | P | GF | GS | DR |
| -------------- | -- | -- | - | - | - | -- | -- | -- |
| Magenta        | 9  | 3  | 3 | 0 | 0 | 11 | 3  | +8 |
| Central Sport  | 6  | 3  | 2 | 0 | 1 | 12 | 7  | +5 |
| Madang         | 3  | 3  | 1 | 0 | 2 | 7  | 15 | -8 |
| Lupe ole Soaga | 0  | 3  | 0 | 0 | 0 | 4  | 9  | -5 |

| Nouméa 25 febbraio 2017, ore 17:00 UTC+13 | Madang              | 3 – 7 | Central Sport | Stade Numa Daly (1,000 spett.)\| Arbitro: \| Campbell-Kirk Waugh \| |
| Arbitro:                                  | Campbell-Kirk Waugh |       |               |                                                                     |

| Nouméa 25 febbraio 2017, ore 20:05 | Lupe ole Soaga | 1 – 2 | Magenta | Stade Numa Daly\| Arbitro: \| Roger Adams \| |
| Arbitro:                           | Roger Adams    |       |         |                                              |

| Nouméa 28 febbraio 2017, ore 17:00 | Lupe ole Soaga | 3 – 4 | Madang | Stade Numa Daly (200 spett.)\| Arbitro: \| Hamilton Siau \| |
| Arbitro:                           | Hamilton Siau  |       |        |                                                             |

| Nouméa 28 febbraio 2017, ore 20:05 | Magenta      | 4 – 2 | Central Sport | Stade Numa Daly, (1,000 spett.)\| Arbitro: \| Joel Hoppken \| |
| Arbitro:                           | Joel Hoppken |       |               |                                                               |

| Nouméa 3 marzo 2017, ore 17:00 | Central Sport | 3 – 0 | Lupe ole Soaga | Stade Numa Daly (500 spett.)\| Arbitro: \| Roger Adams \| |
| Arbitro:                       | Roger Adams   |       |                |                                                           |

| Nouméa 3 marzo 2017, ore 20:05 | Magenta             | 5 – 0 | Madang | Stade Numa Daly (2,000 spett.)\| Arbitro: \| Campbell-Kirk Waugh \| |
| Arbitro:                       | Campbell-Kirk Waugh |       |        |                                                                     |

### Gruppo B
La fase a gruppi si è giocata dal 26 febbraio al 4 marzo 2017 in Nuova Caledonia
| Squadra         | Pt | PG | V | N | P | GF | GS | DR  |
| --------------- | -- | -- | - | - | - | -- | -- | --- |
| Team Wellington | 9  | 3  | 3 | 0 | 0 | 15 | 2  | +13 |
| Hienghène Sport | 4  | 3  | 1 | 1 | 1 | 5  | 5  | 0   |
| Ba              | 4  | 3  | 1 | 1 | 1 | 2  | 9  | -7  |
| Puaikura        | 0  | 3  | 0 | 0 | 3 | 2  | 8  | -6  |

| Koné 26 febbraio 2017, ore 17:00 | Puaikura    | 1 – 4 | Team Wellington | Stade Yoshida (400 spett.)\| Arbitro: \| George Time \| |
| Arbitro:                         | George Time |       |                 |                                                         |

| 26 febbraio 2017, ore 20:00 | Ba            | 1 – 1 | Hienghéne Sport | Stade Yoshida (850 spett.)\| Arbitro: \| Kader Zitouni \| |
| Arbitro:                    | Kader Zitouni |       |                 |                                                           |

| Koné 3 marzo 2017, ore 17:00 | Puaikura         | 0 – 1 | Ba | Stade Yoshida (200 spett.)\| Arbitro: \| David Yareboinen \| |
| Arbitro:                     | David Yareboinen |       |    |                                                              |

| Koné 3 marzo 2017, ore 20:00 | Team Wellington | 3 – 1 | Hienghéne Sport | Stade Yoshida (1,200 spett.)\| Arbitro: \| Norbert Hauata \| |
| Arbitro:                     | Norbert Hauata  |       |                 |                                                              |

| Koné 4 marzo 2017, ore 17:00 | Team Wellington | 8 – 0 | Ba | Stade Yoshida (200 spett.)\| Arbitro: \| Norbert Hauata \| |
| Arbitro:                     | Norbert Hauata  |       |    |                                                            |

| Koné 4 marzo 2017, ore 20:00 | Hienghéne Sport | 3 – 1 | Puaikura | Stade Yoshida (700 spett.)\| Arbitro: \| Arnold Tari \| |
| Arbitro:                     | Arnold Tari     |       |          |                                                         |

### Gruppo C
La fase a gruppi si è giocata dall'11 al 18 marzo 2017 in Nuova Zelanda.
| Squadra           | Pt | PG | V | N | P | GF | GS | DR  |
| ----------------- | -- | -- | - | - | - | -- | -- | --- |
| Auckland City     | 9  | 3  | 3 | 0 | 0 | 15 | 1  | +14 |
| Western United    | 6  | 3  | 2 | 0 | 1 | 8  | 6  | +2  |
| Lae City Dwellers | 3  | 3  | 1 | 0 | 2 | 8  | 9  | -1  |
| Malampa Revivors  | 0  | 3  | 0 | 0 | 3 | 3  | 18 | -15 |

| 11 marzo 2017, ore 13:00 UTC+12 | Malampa Revivors | 2 – 5 | Lae City Dwellers | Mangere Centre Park (200 spett.)\| Arbitro: \| Salesh Chand \| |
| Arbitro:                        | Salesh Chand     |       |                   |                                                                |

| Auckland 11 marzo 2017, ore 16:00 UTC+12 | Western United | 1 – 2 | Auckland City | Mangere Centre Park (600 spett.)\| Arbitro: \| Norbert Hauata \| |
| Arbitro:                                 | Norbert Hauata |       |               |                                                                  |

| Auckland 15 marzo 2017, ore 13:00 UTC+12 | Western United | 2 – 1 | Malampa Revivors | Mangere Centre Park\| Arbitro: \| Rakesh Chandra \| |
| Arbitro:                                 | Rakesh Chandra |       |                  |                                                     |

| Auckland 15 marzo 2017, ore 15:00 UTC+12 | Auckland City | 2 – 0 | Lae City Dwellers | Mangere Centre Park\| Arbitro: \| Kader Zitouni \| |
| Arbitro:                                 | Kader Zitouni |       |                   |                                                    |

| Auckland 18 marzo 2017, ore 13:00 UTC+12 | Lae City Dwellers | 3 – 5 | Western United | Mangere Centre Park |

| Auckland 18 marzo 2017, ore 15:30 UTC+12 | Malampa Revivors | 0 – 11 | Auckland City | Mangere Centre Park |

### Gruppo D
La fase a gironi si è giocata dall'11 al 17 marzo 2017 a Tahiti.
| Squadra            | Pt | PG | V | N | P | GF | GS | DR |
| ------------------ | -- | -- | - | - | - | -- | -- | -- |
| Tefana             | 7  | 3  | 2 | 1 | 0 | 8  | 4  | +4 |
| Marist Fire        | 4  | 3  | 1 | 1 | 1 | 7  | 6  | +1 |
| Rewa               | 3  | 3  | 1 | 0 | 2 | 4  | 7  | -3 |
| Erakor Golden Star | 3  | 3  | 1 | 0 | 2 | 5  | 7  | -2 |

| Pirae 11 marzo 2017, ore 18:00 UTC+14 | Marist Fire  | 4 – 2 | Rewa | Stade Pater (250 spett.)\| Arbitro: \| Joel Hopkken \| |
| Arbitro:                              | Joel Hopkken |       |      |                                                        |

| Pirae 11 marzo 2017, ore 21:00 | Erakor Golden Star | 2 – 4 | Tefana | Stade Pater (1500 spett.)\| Arbitro: \| Matthew Conger \| |
| Arbitro:                       | Matthew Conger     |       |        |                                                           |

## Fase finale

### Semifinali
| Squadra 1 | Totale | Squadra 2       | Andata | Ritorno |
| --------- | ------ | --------------- | ------ | ------- |
| Tefana    | 0 – 4  | Auckland City   | 0 - 2  | 0 - 2   |
| Magenta   | 3 – 9  | Team Wellington | 2 - 2  | 1 - 7   |

#### Andata
| Arbitro: | George Time |

|  |           |                        |
|  | Marcatori | 48’ Howieson 79’ Lewis |

| Arbitro: | Abdelkader Zitouni |

|                             |           |                              |
| Nemia 6’ Marin 90+2’ (rig.) | Marcatori | 61’ (rig.) Jackson 81’ Bevin |

#### Ritorno
| Arbitro: | Joel Hopkken |

|                      |           |  |
| Tade 33’ Moreira 64’ | Marcatori |  |

| Arbitro: | Norbert Hauata |

|                                                                                 |           |            |
| Stevens 7’, 72’ Robertson 44’ Jackson 49’ Bevin 63’ Zambrano 70’ Margetts 90+3’ | Marcatori | 33’ Cexome |

### Finale
| Squadra 1     | Totale | Squadra 2       | Andata | Ritorno |
| ------------- | ------ | --------------- | ------ | ------- |
| Auckland City | 5 – 0  | Team Wellington | 3 - 0  | 2 - 0   |

#### Andata
| Arbitro: | Nick Waldron |

|                                      |           |  |
| Moreira 20’ (rig.), 28’ De Vries 89’ | Marcatori |  |

#### Ritorno
| Arbitro: | Norbert Hauata |

|  |           |                       |
|  | Marcatori | 63’ De Vries 76’ Tade |

## Classifica marcatori
| Gol |  |  | Giocatore         | Squadra            |
| --- |  |  | ----------------- | ------------------ |
| 6   |  |  | Ryan De Vries     | Auckland City      |
| 6   |  |  | Tom Jackson       | Team Wellington    |
| 6   |  |  | João Moreira      | Auckland City      |
| 5   |  |  | Guilherme         | Marist             |
| 5   |  |  | Tony Kaltack      | Erakor Golden Star |
| 5   |  |  | Nicolas Marin     | Magenta            |
| 4   |  |  | César Castillo    | Central Sport      |
| 4   |  |  | Bertrand Kaï      | Hienghène Sport    |
| 3   |  |  | Suivai Ataga      | Lupe o le Soaga    |
| 3   |  |  | Andy Bevin        | Team Wellington    |
| 3   |  |  | Maro Bonsu-Maro   | Puaikura           |
| 3   |  |  | Cherbel Khouchaba | Lupe o le Soaga    |
| 3   |  |  | Clayton Lewis     | Auckland City      |
| 3   |  |  | Emiliano Tade     | Auckland City      |
| 3   |  |  | Lapa Toni         | Lupe o le Soaga    |